# Schizonycha puncticollis
Schizonycha puncticollis är en skalbaggsart som beskrevs av Karl Henrik Boheman 1857. Schizonycha puncticollis ingår i släktet Schizonycha och familjen Melolonthidae. Inga underarter finns listade i Catalogue of Life.